# Neu-Wien
Neu-Wien, op. 342, är en vals av Johann Strauss den yngre. Den spelades första gången den 13 februari 1870 i Dianabad-Saal i Wien. 

## Historia

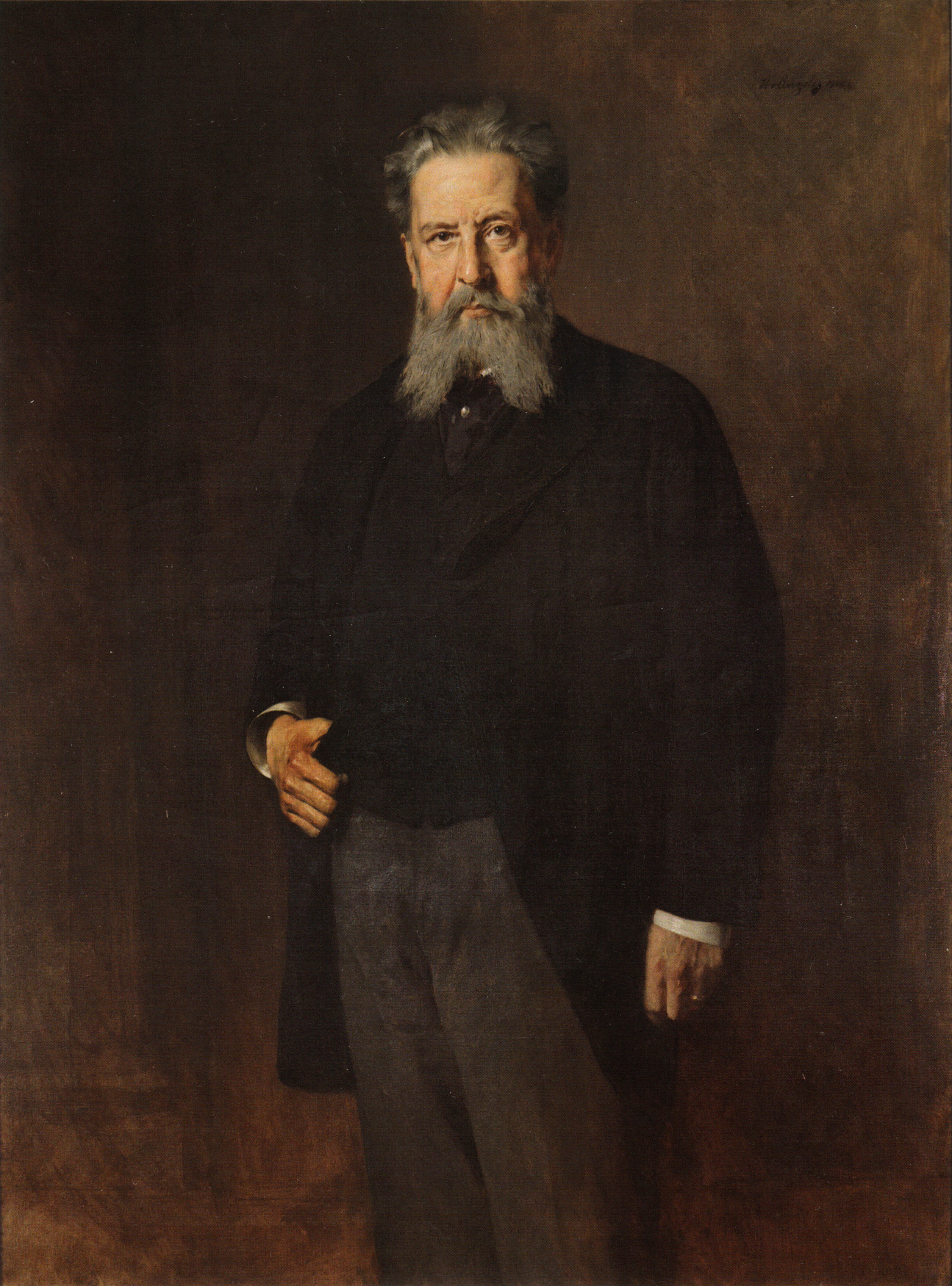
Nikolaus Dumba, målning av Heinrich von Angeli 1900.

Körvalsen Neu-Wien publicerades av förlaget C.A. Spina den 6 mars 1870 och var tillägnad Nikolaus Dumba (1830-1900). Dumba var industrimagnat, mecenat och vid tiden ordförande för manskören Wiener Männergesang-Verein och vice-ordförande för Gesellschaft der Musikfreunde. Valsen var ett beställningsverk från Wiener Männergesang-Verein och framfördes av kören vid deras "Narrenabend" i Dianabad-Saal den 13 februari. Två dagar tidigare hade Strauss skrivit till förlaget och meddelat att de skulle få motta partituret följande dag: "Jag framför 'Neu-Wien' nästa söndag [= 13 februari] för att försöka tvinga fram några sedlar av borgerskapet". På grund av ett tidigare åtagande, att bidraga med musik till en bal anordnad av prins Hohenlohe-Schillingsfürst, var Johann Strauss och hans orkester förhindrad att närvara vid valsens premiär. Valsen framfördes i stället av det Baron Hess 49:e Infanteriregemente och Wiener Männergesang-Verein under ledning av deras nyligen utnämnde kormästare Eduard Kremser.
Texten till Neu-Wien var skriven av manskören "huspoet" Josef Weyl (1821-95), som var vän till Strauss och som redan hade försett Strauss med text till dennes tidigare körvalser, skrivna just för Wiener Männergesang-Verein; An der schönen blauen Donau (op. 314), Sängerslust-Polka (op. 328) och Wein, Weib und Gesang (op. 333). Weyls satiriska text till Neu-Wien var inspirerad av staden Wiens expandering, vilken 1870 hade nått upp till "Linienwall" (stadens gamla yttre försvarsgräns) och därmed inkorporerat ett flertal av de forna förorterna.
Endast tio dagar efter premiären (23 februari 1870) avled Johann Strauss mamma Anna Strauss (1801-70) efter en längre tids sjukdom. De tre bröderna Strauss drog sig tillfälligt tillbaka från all nöjesliv. Nikolaus Dumba var stolt över sin vals hela livet och överlevde så länge att han precis hann uppleva hus valsen odödliggjordes i den postuma Straussoperetten Wiener Blut (1899).

## Om valsen
Speltiden är ca 8 minuter och 22 sekunder plus minus några sekunder beroende på dirigentens musikaliska tolkning.

## Weblänkar
- Neu Wien i Naxos-utgåvan.